# Blackheart Man
Blackheart Man è il primo album solista di Bunny Wailer, pubblicato dalla Island Records nel settembre del 1976. Il disco fu registrato all'Aquarius Studios di Kingston, Jamaica nel 1976.

## Tracce
Testi e musiche di Bunny Wailer eccetto dove indicato
Lato A
1. Blackheart Man – 6:17
2. Fighting Against Conviction – 5:09
3. The Oppressed Song – 3:18
4. Fig Tree – 3:07
5. Dreamland – 2:44 (Al Johnson, Bunny Wailer)

Lato B
1. Rasta Man – 3:49
2. Reincarnated Souls – 3:42
3. Amagideon (Armagedon) – 6:44
4. Bide Up – 2:31
5. This Train – 8:29 (tradizionale)

## Musicisti
Blackheart Man
- Bunny Wailer - percussioni, voce, accompagnamento vocale
- Aston Barrett - chitarra ritmica
- Tyrone Downie - tastiere
- Tommy McCook - flauto, strumenti a fiato
- Robbie Shakespeare - basso
- Carlton Barrett - batteria

Fighting Against Conviction
- Bunny Wailer - percussioni, voce, accompagnamento vocale
- Peter Tosh - chitarra ritmica, voce, accompagnamento vocale
- Aston Barrett - tastiere
- Winston Wright - tastiere
- Bobby Ellis - tastiere
- Tommy McCook - sassofono, flauto
- Dirty Harry - strumenti a fiato
- Bobby Ellis - strumenti a fiato
- Herman Marquis - strumenti a fiato
- Robbie Shakespeare - basso
- Carlton Barrett - batteria jazz

The Oppressed Song
- Bunny Wailer - chitarra acustica, timbales, voce, accompagnamento vocale
- Peter Tosh - chitarra solista, chitarra ritmica
- Earl Chinna Smith - chitarra solista
- Michael Murray - chitarra ritmica
- Tyrone Downie - tastiere
- Harold Butler - tastiere
- Dirty Harry - strumenti a fiato
- Bobby Ellis - strumenti a fiato
- Herman Marquis - strumenti a fiato
- Aston Barrett - basso
- Carlton Barrett - batteria

Fig Tree
- Bunny Wailer - voce, accompagnamento vocale
- Peter Tosh - chitarra solista, chitarra ritmica
- Earl Chinna Smith - chitarra solista
- Touter Harvey - tastiere
- Harold Butler - tastiere
- Tommy McCook - sassofono
- Mark West - strumenti a fiato
- Dirty Harry - strumenti a fiato
- Bobby Ellis - strumenti a fiato
- Robbie Shakespeare - basso
- Carlton Barrett - batteria

Dreamland
- Bunny Wailer - voce, accompagnamento vocale
- Peter Tosh - chitarra ritmica, accompagnamento vocale
- Bob Marley - accompagnamento vocale
- Tyrone Downie - tastiere
- Harold Butler - tastiere
- Tommy McCook - strumenti a fiato
- Dirty Harry - strumenti a fiato
- Jackey - strumenti a fiato
- Karl Pitterson - basso
- Carlton Barrett - batteria

Rasta Man
- Bunny Wailer - batteria, voce, accompagnamento vocale
- Peter Tosh - melodica, chitarra ritmica
- Earl Chinna Smith - chitarra solista
- Eric Frater - chitarra solista
- Tyrone Downie - tastiere
- Harold Butler - tastiere
- Dirty Harry - strumenti a fiato
- Bobby Ellis - strumenti a fiato
- Herman Marquis - strumenti a fiato
- Aston Barrett - basso
- Carlton Barrett - batteria
- Willie Pep - bongos

Reincarnated Souls
- Bunny Wailer - timbales, bongos, basso, voce, accompagnamento vocale
- Peter Tosh - chitarra solista, chitarra ritmica
- Aston Barrett - chitarra solista, chitarra ritmica
- Earl Chinna Smith - chitarra solista
- Tyrone Downie - tastiere
- Harold Butler - tastiere
- Aston Barrett - tastiere
- Tommy McCook - sassofono
- Dirty Harry - strumenti a fiato
- Bongos - strumenti a fiato
- Carlton Barrett - batteria

Amagideon (Armagedon)
- Bunny Wailer - batteria, voce, accompagnamento vocale
- Peter Tosh - chitarra ritmica, melodica
- Earl Chinna Smith - chitarra solista
- Eric Frater - chitarra solista
- Aston Barrett - chitarra ritmica
- Tyrone Downie - tastiere
- Harold Butler - tastiere
- Tommy Mc Cook - flauto
- Dirty Harry - strumenti a fiato
- Bobby Ellis - strumenti a fiato
- Herman Marquis - strumenti a fiato
- Willie Pep - bongos
- Aston Barrett - basso
- Carlton Barrett - batteria

Bide Up
- Bunny Wailer - armonica, chitarra acustica, voce, accompagnamento vocale
- Peter Tosh - armonica, chitarra ritmica, accompagnamento vocale
- Tyrone Downie - tastiere
- Tommy McCook - flauto
- Karl Pitterson - basso
- Carlton Barrett - batteria
- Larry Mc Donald - congas

This Train
- Bunny Wailer - suono creativo (treno), chitarra acustica, batterie (funde e repeater), percussioni, voce, accompagnamento vocale
- Tyrone Downie - tastiere, melodica, suono creativo (treno)
- Karl Pitterson - chitarra acustica, suono creativo (treno)
- Robby Shakespeare - basso
- Carlton Barrett - batteria, percussioni
- Neville Garrick - percussioni